# Bartolomé Hidalgo
Bartolomé Hidalgo (* 24. August 1788 in Montevideo; † 28. November 1822 in Morón (Argentinien), im heutigen Großraum Buenos Aires) war ein Dichter der Vereinigten Provinzen des Río de la Plata. Er gilt als Begründer der „Gauchesco“-Dichtung in Argentinien und Uruguay.

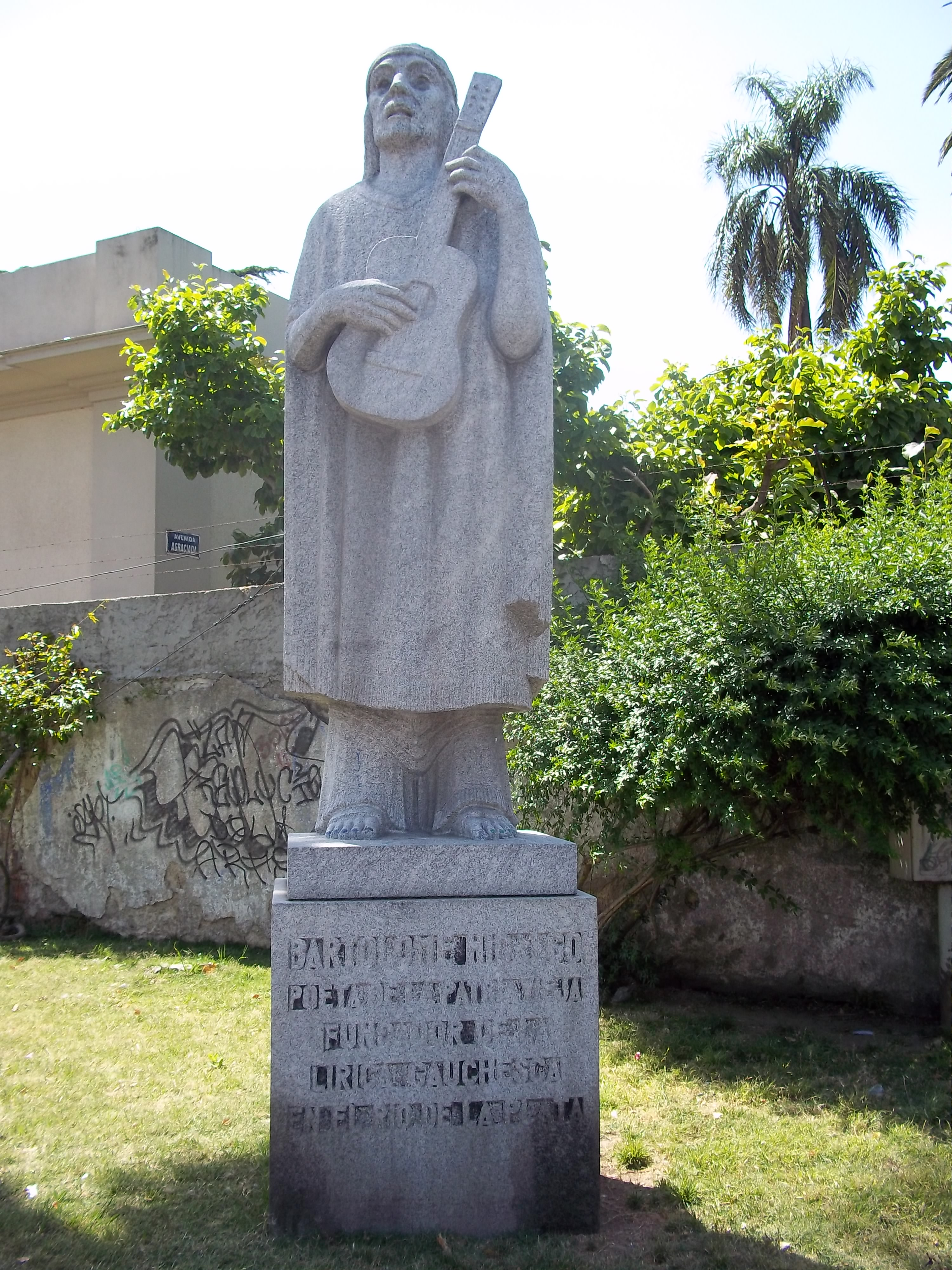
Denkmal für Bartolomé Hidalgo in Montevideo, fundador de la lírica gauchesca en el Río de la Plata (Begründer der Gaucho-Lyrik in der La-Plata-Region)

## Leben
Hidalgo stammte aus bescheidenen Verhältnissen und soll in seiner Jugend Ladenangestellter oder Friseur gewesen sein. 1807 kämpfte er gegen die britische Invasion am Río de la Plata. Vier Jahre später veröffentlichte er einige kleinere Werke in der Zeitung Gaceta und verfasste das patriotische Lied Marcha Oriental bzw. Himno Oriental. Er kämpfte auf Seiten Artigas’ gegen die spanische Krone und nahm an den Feldzügen gegen die portugiesischen Truppen teil, die vom spanischen Vizekönig zu Hilfe gerufen worden waren. 1812 verfasste er Cielitos, zumeist gegen die spanische Krone gerichtete Revolutionslieder. 1814 nahm er an der Belagerung Montevideos teil, in dem sich die Spanier verschanzt hielten. Er wurde zudem zum Verwalter der Post ernannt. Fernando Otorgués, der Militärgouverneur der Banda bzw. Provincia Oriental (heute: Uruguay) ernannte ihn im Jahr darauf zum Wirtschaftsminister der Provinz. Hidalgo übte darin jedoch das Amt des Großoffiziers aus.
1816 wurden seine Ein-Personen-Stücke Sentimientos de un patriota, La libertad civil  sowie El Triunfo uraufgeführt. Er wurde im selben Jahr zum Direktor der Casa de Comedia (Komödientheater) ernannt und verfasste seine Marcha Nacional Oriental. 1818 siedelte er nach Buenos Aires um, wo ihm ein Amt in der Regierung angeboten wurde, das er jedoch ablehnte. Er veröffentlichte im selben Jahr Epitalamio a don Francisco de Antuña (eine Art Hochzeitsgedicht) und Cielito a la Acción de Maipú. 1819 veröffentlichte er das Cielito a la venida de la expedición española. 1820 heiratete er Juana Cortina und verfasste das Cielito Un gaucho de la Guardia del Monte contesta al Manifiesto de Fernando und das Cielito patriótico del gaucho Ramón Contreras. 1821 und 1822 erschienen seine drei Diálogos, d. h. der Diálogo patriótico interesante, der Nuevo diálogo patriótico sowie die Relación, in denen sich zwei Gauchos im Dialekt der Landbevölkerung das politische Geschehen kommentieren. 1821 erschien ein letztes Cielito, Al triunfo de Lima y el Callao.

## Werke
- Marcha Oriental bzw. Himno Oriental (1811)
- Sentimientos de un patriota (1816)
- La libertad civil (1816)
- El Triunfo (1816)
- Marcha Nacional Oriental (1816)
- Epitalamio a don Francisco de Antuña (1818)
- Cielito a la Acción de Maipú (1818)
- Cielito a la venida de la expedición española (1819)
- Un gaucho de la Guardia del Monte contesta al Manifiesto de Fernando (1820)
- Cielito patriótico del gaucho Ramón Contreras (1820)
- Diálogo patriótico interesante (1821)
- Nuevo diálogo patriótico (1821)
- Al triunfo de Lima y el Callao (1821)
- Relación (1822)